# Война будущего
«Война будущего» (англ. The Tomorrow War) — американский фильм режиссёра Криса Маккея в жанре боевой фантастики. В главных ролях — Крис Прэтт, Ивонн Страховски, Бетти Гилпин, Кит Пауэрс, Майк Митчелл, Сэм Ричардсон и Дж. К. Симмонс.
Компания Paramount Pictures планировала выход фильма в кинотеатрах в декабре 2020 года. Но из-за пандемии COVID-19 релиз несколько раз переносился, и в итоге права на показ фильма были проданы компании Amazon. Фильм вышел 2 июля 2021 года на платформе Amazon Prime Video.

## Сюжет
В декабре 2022 года, прямо во время финала чемпионата миру по футболу, проходящего в Катаре, на стадионе появляется группа молодых солдат. Они сообщают, что прибыли из будущего, из 2051 года, когда человечество ведёт и постепенно проигрывает в войне с инопланетным вторжением, начавшемся в 2048 году. Для победы в войне учёные будущего разработали технологию, позволяющую перемещаться во времени. Они предлагают призывать солдат из прошлого для участия в войне будущего. На Земле начинается призыв, причём в будущее отправляются только те, кто при обычном течении событий должен был умереть до 2051 года. Каждый призванный проводит в будущем неделю, после чего возвращается, если остаётся в живых, при этом в среднем лишь 30% солдат из прошлого возвращаются обратно.
Одним из призванных на войну становится Дэн Форестер, бывший участник операции в Ираке, а ныне преподаватель колледжа, который мечтает о научных исследованиях. Его жена предлагает ему избежать призыва, что можно сделать незаконно, сняв прикреплённую к руке электронную насадку. Это может сделать отец Дэна, к которому тот приезжает впервые за много лет. Когда-то отец, страдавший ПТСР после войны во Вьетнаме, оставил жену и сына, и Дэн так и не смог ему это простить. В результате он снова ссорится с отцом и отправляется на войну будущего.
Из-за того, что инопланетные монстры захватили Майами-Бич и повредили оборудование, координаты «прыжка» призывников в будущее оказались смещены, и многие погибли при падении. Чтобы уничтожить монстров, люди готовят ковровую бомбардировку города, и Дэну приходится выводить людей в безопасное место. Однако многие убиты, и в результате солдат из прошлого накрывает взрывом. В живых остаётся только три человека, которые приходят в себя в госпитале в Пуэрто-Плата. Дэн знакомится с молодой женщиной-полковником, которая руководит научными разработками по уничтожению монстров; это оказывается его дочь Мюри, которую он видел последний раз в 9-летнем возрасте. Мюри рассказывает Дэну, что люди неминуемо проиграют войну, поскольку монстры быстро размножаются, а токсин, который удалось разработать, действует только на самцов. Дэн сопровождает Мюри в операции по захвату монстра-самки, которую доставляют на научную базу в океане неподалёку от Багамских островов. Там, взяв образец ДНК самки, Мюри всю ночь пытается установить комбинацию, подходящую для уничтожения монстров. Наконец, ей это удаётся, и она просит Дэна вернуться в прошлое, синтезировать там вещество в нужных количествах и предотвратить захват Земли монстрами в будущем. Прорвав ограждение, монстры нападают на базу и уничтожают людей, но Дэн успевает вернуться в прошлое.
Дэн узнаёт, что система пересылки в будущее больше не работает, поэтому он уже не может вернуться и спасти дочь в 2051 году. Он просит синтезировать токсин, а тем временем сам с помощью жены и двух вернувшихся с войны однополчан (Дориана и Чарли) пытается установить происхождение монстров: по словам Мюри в будущем, те внезапно появились на севере России, причём не было зафиксировано приземление инопланетного корабля. В итоге Дэн приходит к выводу о том, что корабль пришельцев находился под одним из ледников на протяжении веков, и только после таяния ледника монстры вырвались наружу. Попросив своего отца выступить в роли пилота, Дэн во главе небольшого отряда направляется в Россию. На леднике группе удаётся найти место приземления корабля и, взорвав лёд, проникнуть внутрь. Они понимают, что корабль потерпел крушение, и его экипаж погиб, тогда как монстры остаются живыми в коконах в качестве груза (возможно, оружия для колонизации планет). Отряд начинает уничтожать монстров, но часть из них вырывается, и корабль приходится взорвать. В живых остаются только Дэн, его отец и Чарли. Одна самка вырвалась наружу, и они начинают охоту на неё. В результате самку удаётся убить; война с монстрами в будущем предотвращена. Дэн возвращается домой и знакомит свою дочь Мюри с дедушкой, которого она раньше не видела.

## В ролях
- Крис Прэтт — Дэн Форестер
- Ивонн Страховски — командор / Мюри Форестер
- Дж. К. Симмонс — Джеймс Форестер[6]
- Бетти Гилпин — Эмми Форестер
- Сэм Ричардсон — Чарли
- Эдвин Ходж[англ.] — Дориан
- Джасмин Мэтьюз — лейтенант Харт
- Кит Пауэрс[англ.] — Майор Гринвуд
- Мэри Линн Райскаб — Нора
- Майк Митчелл — Кован
- Райан Кира Армстронг — Мюри Форестер в детстве
- Алексис Лаудер — Диабло
- Сейшелл Гэбриел — сержант Диас
- Давид Мальдонадо — Додд
- Алан Тронг — лейтенант Тран
- Чибуикем Уче — лейтенант Икемба

## Производство
В феврале 2019 года было объявлено, что Крис Прэтт ведёт переговоры о съёмках в научно-фантастическом фильме «Призрачный призыв» (англ. Ghost Draft), режиссёром которого станет Крис Маккей. В июле того же года на одну из главных ролей в фильме была утверждена Ивонн Страховски. В августе к актёрскому составу фильма присоединились Дж. К. Симмонс, Бетти Гилпин, Сэм Ричардсон, Тео Вон, Джасмин Мэтьюз и Кит Пауэрс, в сентябре — Мэри Линн Райскаб, Эдвин Ходж и другие. В ноябре 2019 года фильм изменил название на «Война будущего» (англ. The Tomorrow War).
Съёмки начались 1 сентября 2019 года в Линкольнтоне и завершились в январе 2020 года. Бои в Майами снимались в Атланте (штат Джорджия, США). Режиссёр хотел, чтобы фильм казался реальным, а не гиперстилизованным, поэтому провёл часть съёмок на натуре и по минимуму использовал зелёный экран. Для съёмок сцен в России он выбрал ледник Ватнайёкюдль в Исландии.
Компания Paramount Pictures планировала премьеру фильма на 25 декабря 2020 года. Но из-за пандемии COVID-19 релиз был отложен на 23 июля 2021 года, после чего вновь перенесён на неопределённый срок.
Amazon Studios приобрела права на показ фильма за 200 млн долларов США. Фильм вышел 2 июля 2021 года на сервисе Prime Video.

## Продолжение
В июле 2021 года стало известно, что после успешной премьеры фильма на Prime Video, компании Skydance и Amazon Studios ведут переговоры о создании сиквела.